# Matriu de transició d'estat
En teoria de control, la matriu de transició d'estat és una matriu que, multiplicada pel vector d'estat {\displaystyle x} en un temps inicial {\displaystyle t_{0}} dona {\displaystyle x} en un temps posterior {\displaystyle t}. Es pot utilitzar la matriu de transició d'estat per obtenir la solució general de sistemes dinàmics lineals.

## Solució de sistemes lineals
S'utilitza la matriu de transició d'estat per trobar la solució de la representació en espai d'estats d'un sistema lineal de la forma
{\displaystyle {\dot {\mathbf {x} }}(t)=\mathbf {A} (t)\mathbf {x} (t)+\mathbf {B} (t)\mathbf {u} (t),\;\mathbf {x} (t_{0})=\mathbf {x} _{0}},
on {\displaystyle \mathbf {x} (t)} són els estats del sistema, {\displaystyle \mathbf {u} (t)} és la senyal d'entrada, {\displaystyle \mathbf {A} (t)} i {\displaystyle \mathbf {B} (t)} són funcions matricials, i {\displaystyle \mathbf {x} _{0}} és la condició inicial a {\displaystyle t_{0}}. Utilitzant la matriu de transició d'estat {\displaystyle \mathbf {\Phi } (t,\tau )}, la solució ve donada per:
{\displaystyle \mathbf {x} (t)=\mathbf {\Phi } (t,t_{0})\mathbf {x} (t_{0})+\int _{t_{0}}^{t}\mathbf {\Phi } (t,\tau )\mathbf {B} (\tau )\mathbf {u} (\tau )d\tau }
El primer terme rep el nom de resposta amb entrada zero (zero-input response, en anglès) i representa com l'estat del sistema evoluciona en l'absència d'entrada. El segon terme es coneix com resposta amb estat zero (zero-state response, en anglès) i defineix com les entrades afecten en el sistema.

## Sèrie de Peano–Baker
La matriu de transició més general ve donada per les sèries de Peano–Baker 
{\displaystyle \mathbf {\Phi } (t,\tau )=\mathbf {I} +\int _{\tau }^{t}\mathbf {A} (\sigma _{1})\,d\sigma _{1}+\int _{\tau }^{t}\mathbf {A} (\sigma _{1})\int _{\tau }^{\sigma _{1}}\mathbf {A} (\sigma _{2})\,d\sigma _{2}\,d\sigma _{1}+\int _{\tau }^{t}\mathbf {A} (\sigma _{1})\int _{\tau }^{\sigma _{1}}\mathbf {A} (\sigma _{2})\int _{\tau }^{\sigma _{2}}\mathbf {A} (\sigma _{3})\,d\sigma _{3}\,d\sigma _{2}\,d\sigma _{1}+...}
on {\displaystyle \mathbf {I} } és la matriu identitat. Aquesta matriu convergeix uniformement i absoluta a una solució que existeix i que és única.

## Altres propietats
La matriu de transició d'estat {\displaystyle \mathbf {\Phi } } satisfà les següents relacions:
1. És contínua i té derivades contínues.
2, Mai no és singular; de fet {\displaystyle \mathbf {\Phi } ^{-1}(t,\tau )=\mathbf {\Phi } (\tau ,t)} i {\displaystyle \mathbf {\Phi } ^{-1}(t,\tau )\mathbf {\Phi } (t,\tau )=I}, on {\displaystyle I} és la matriu identitat.
3. {\displaystyle \mathbf {\Phi } (t,t)=I} per tot {\displaystyle t}.
4. {\displaystyle \mathbf {\Phi } (t_{2},t_{1})\mathbf {\Phi } (t_{1},t_{0})=\mathbf {\Phi } (t_{2},t_{0})} per tot {\displaystyle t_{0}\leq t_{1}\leq t_{2}}.
5. Satisfà l'equació diferencial {\displaystyle {\frac {\partial \mathbf {\Phi } (t,t_{0})}{\partial t}}=\mathbf {A} (t)\mathbf {\Phi } (t,t_{0})} amb condicions inicials {\displaystyle \mathbf {\Phi } (t_{0},t_{0})=I}.
6. La matriu de transició d'estat {\displaystyle \mathbf {\Phi } (t,\tau )}, donada per
{\displaystyle \mathbf {\Phi } (t,\tau )\equiv \mathbf {U} (t)\mathbf {U} ^{-1}(\tau )}
on la matriu, de dimensions {\displaystyle n\times n}, {\displaystyle \mathbf {U} (t)} és la matriu fonamental que satisfà
{\displaystyle {\dot {\mathbf {U} }}(t)=\mathbf {A} (t)\mathbf {U} (t)} amb condició inicial {\displaystyle \mathbf {U} (t_{0})=I}.
7. Donat l'estat {\displaystyle \mathbf {x} (\tau )} en qualsevol temps {\displaystyle \tau }, l'estat en qualsevol altre temps {\displaystyle t} ve donat per la funció
{\displaystyle \mathbf {x} (t)=\mathbf {\Phi } (t,\tau )\mathbf {x} (\tau )}

## Estimació de la matriu de transiió d'estat
En el cas invariant temporal, es pot definir {\displaystyle \mathbf {\Phi } }, utilitzant l'exponencial d'una matriu, com {\displaystyle \mathbf {\Phi } (t,t_{0})=e^{\mathbf {A} (t-t_{0})}}.
En el cas variant temporal, la matriu de transició d'estat {\displaystyle \mathbf {\Phi } (t,t_{0})} pot ser estimada a partir de les solucions de l'equació diferencial {\displaystyle {\dot {\mathbf {u} }}(t)=\mathbf {A} (t)\mathbf {u} (t)} amb condicions inicials {\displaystyle \mathbf {u} (t_{0})} donades per {\displaystyle [1,\ 0,\ \ldots ,\ 0]^{T}}, {\displaystyle [0,\ 1,\ \ldots ,\ 0]^{T}}, ..., {\displaystyle [0,\ 0,\ \ldots ,\ 1]^{T}}. Les solucions corresponents proporcionen les {\displaystyle n} columnes de la matriu {\displaystyle \mathbf {\Phi } (t,t_{0})}. Aquí, a partir de la propietat 4, 
{\displaystyle \mathbf {\Phi } (t,\tau )=\mathbf {\Phi } (t,t_{0})\mathbf {\Phi } (\tau ,t_{0})^{-1}} per tot {\displaystyle t_{0}\leq \tau \leq t}. S'ha de determinar la matriu de transició d'estat abans que pugui continuar l'anàlisi de la solució variant temporal.